# Nicrophorus americanus
Nicrophorus americanus, también conocido como escarabajo enterrador americano o escarabajo carroñero, es una especie en peligro crítico de extinción de coleóptero endémico de América del Norte. Pertenece a la familia Silphidae, cuyos representantes en Norteamérica son carnívoros, alimentándose de carroña, que necesitan para reproducirse. También es una de las pocas especies de escarabajos que cuidan de sus larvas. El declive del escarabajo enterrador americano se ha atribuido a la pérdida, alteración y degradación de su hábitat, que actualmente abarca menos del 10% de su extensión histórica.

## Descripción
N. americanus mide entre 25 y 45 mm de largo y puede identificarse por su coloración llamativa y distintiva. El cuerpo es negro brillante, y en las cubiertas de sus alas presenta cuatro marcas festoneadas de color rojo anaranjado. Más distintivamente, destaca una marca de color rojo anaranjado en el pronoto del escarabajo, una gran área con forma de escudo justo detrás de la cabeza. También posee marcas faciales y las puntas de sus grandes antenas de color naranja. El escarabajo es nocturno y un buen volador, capaz de desplazarse hasta un kilómetro en una noche.

## Reproducción
Durante los meses de invierno, cuando las temperaturas son inferiores a 15 °C, los adultos del N. americanus se entierran en el suelo para hibernar. Cuando las temperaturas son superiores a 15 °C, emergen del suelo y comienzan el proceso de apareamiento y reproducción. Estos escarabajos presentan un comportamiento reproductor inusual, ya que tanto el macho como la hembra participan en la crianza de los jóvenes. Los escarabajos machos a menudo localizan primero la carroña y luego atraen a una pareja. Frecuentemente se pelean por un cadáver, y generalmente ganan los individuos masculinos y femeninos más grandes. Los vencedores entierran el cadáver, la pareja se aparea y la hembra coloca sus huevos en una galería subterránea adyacente. En unos pocos días, las larvas se desarrollan y ambos padres alimentan y cuidan a sus crías, una actividad inusual entre los insectos, pero una característica compartida con los dermápteros. El número de las crías por lo general varía entre 1 y 30, aunque lo más habitual es de 12 a 15.
Las larvas pasan aproximadamente una semana alimentándose del cadáver y luego se arrastran hacia el suelo hasta alcanzar la fase de pupa. Tras madurar, los escarabajos emergen del suelo entre 45 y 60 días después de que sus padres enterrasen el cadáver. Los escarabajos americanos enterradores adultos viven 12 meses.

## Ecología y comportamiento
Los registros históricos ofrecen poca información sobre qué tipo de hábitat era el preferido por este escarabajo. La información actual sugiere que esta especie vive en muchos tipos de hábitat, con una ligera preferencia por las praderas y los bosques de robles y los sotobosques de pacanas. Sin embargo, son especialistas en carroña, ya que necesitan un cadáver del tamaño de una paloma o de una ardilla para reproducirse. La disponibilidad de carroña puede ser el factor más importante para determinar dónde puede sobrevivir la especie.

## Estado de conservación

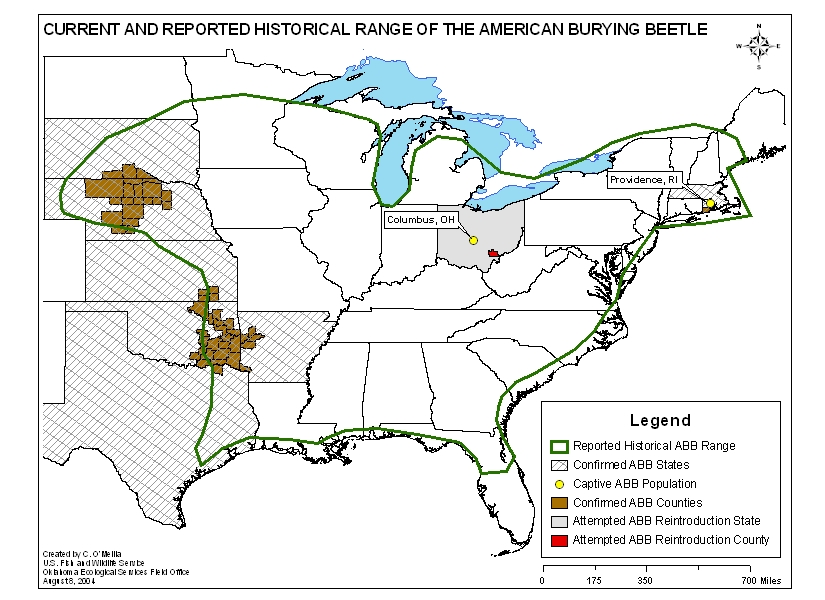
Distribución actual e histórica de N. americanus.

Los registros históricos muestran que este escarabajo vivió en 35 estados de Estados Unidos, Washington D. C. y tres provincias de Canadá: Ontario, Quebec y Nueva Escocia. Actualmente se sabe que las poblaciones naturales tienen presencia en solo cinco estados y al menos en una provincia: en Block Island (Rhode Island), Oklahoma, Arkansas, Dakota del Sur, Nebraska y la Provincia de Ontario. También han sido reintroducidos en Ohio. En Oklahoma, se hicieron peticiones en 2015 y 2016 para eliminar la lista de especies en peligro de extinción, ya que se interponían en el camino de la industria del petróleo y el gas en la región. N. americanus fue catalogado como una especie en peligro de extinción en 1989; la Unión Internacional para la Conservación de la Naturaleza la enumera entre las especies en peligro crítico. Los biólogos no han determinado de forma concluyente por qué N. americanus ha desaparecido de tantas áreas. El uso generalizado de plaguicidas puede haber causado que las poblaciones locales desaparezcan. El dramático declive de este insecto en muchas áreas, sin embargo, tuvo lugar antes del uso generalizado de dicloro difenil tricloroetano. La falta de cadáveres pequeños para enterrar impediría la reproducción de la especie, y los cambios en el uso de la tierra han reducido la cantidad de aves y mamíferos de tamaño pequeño a mediano, los preferidos por N. americanus. Incluso la extinción de la paloma americana, ubicua en otros tiempos, pudo haber tenido un efecto negativo en la disponibilidad de carroña para este escarabajo.
El objetivo inmediato de los esfuerzos de conservación es reducir la amenaza de extinción mediante la creación de poblaciones cautivas y silvestres. Los biólogos han intentado establecer una población de escarabajos enterradores americanos liberando ejemplares criados en laboratorio en Penikese Island y en la isla de Nantucket en Massachusetts. Los biólogos regresan cada año a ambas islas para estudiar la supervivencia y el crecimiento de la población de escarabajos.